# 애덤 포즌
애덤 사이먼 포즌(영어: Adam Simon Posen, 1966년 ~ )은 미국의 경제학자이다. 2009년부터 2012년까지 영국 금융정책위원회에서 일했으며, 현 피터슨 국제경제정책연구소(Peterson Institute for International Economics; PIIE) 소장이다. 포즌 소장과 피터슨 연구소는 2016년 미국 대통령 선거 당시, "(힐러리) 클린턴의 무역정책이 유해한 것이라면, (도널드) 트럼프의 무역정책은 끔찍하게 파괴적이다. 트럼프가 무역전쟁을 벌이고, 경쟁력을 갖추지 못한 특별한 이해관계들을 보호하는 방식으로 글로벌 경제를 접근할 경우 미국의 경제적 안위와 국가 안보에는 재앙이 닥칠 것"이라 주장했다.